# Horoměřice
Horoměřice – gmina w Czechach, w powiecie Praga-Zachód, w kraju środkowoczeskim.
Według danych z 1 stycznia 2024, liczba mieszkańców gminy wynosi 5405 osób (253. miejsce w kraju wśród miejscowości), co czyni ją największą gminą w Czechach nieposiadającą praw miejskich.

## Demografia
| Rok             | 2008 | 2016 | 2024 |
| --------------- | ---- | ---- | ---- |
| Liczba ludności | 2675 | 3928 | 5405 |